# Wilhelm Molitor

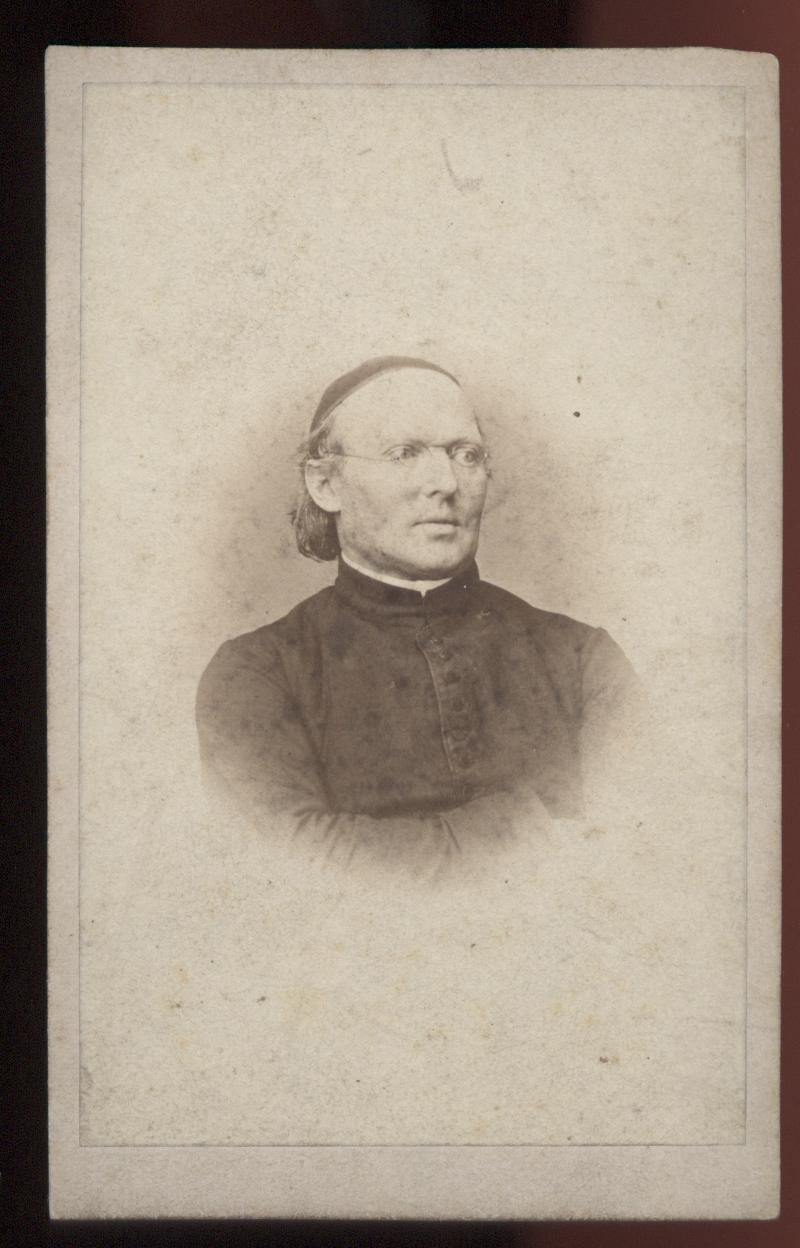
Domkapitular Wilhelm Molitor, Speyer, um 1860. Privatphoto im Besitz des Verfassers.

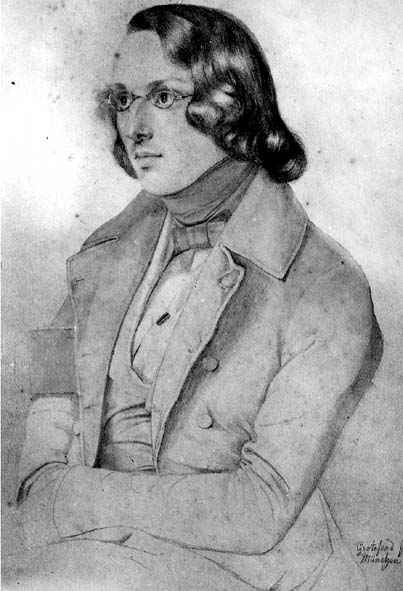
Wilhelm Molitor als Student, Zeichnung von Adolph Grotefend (1812–1847), München, um 1840

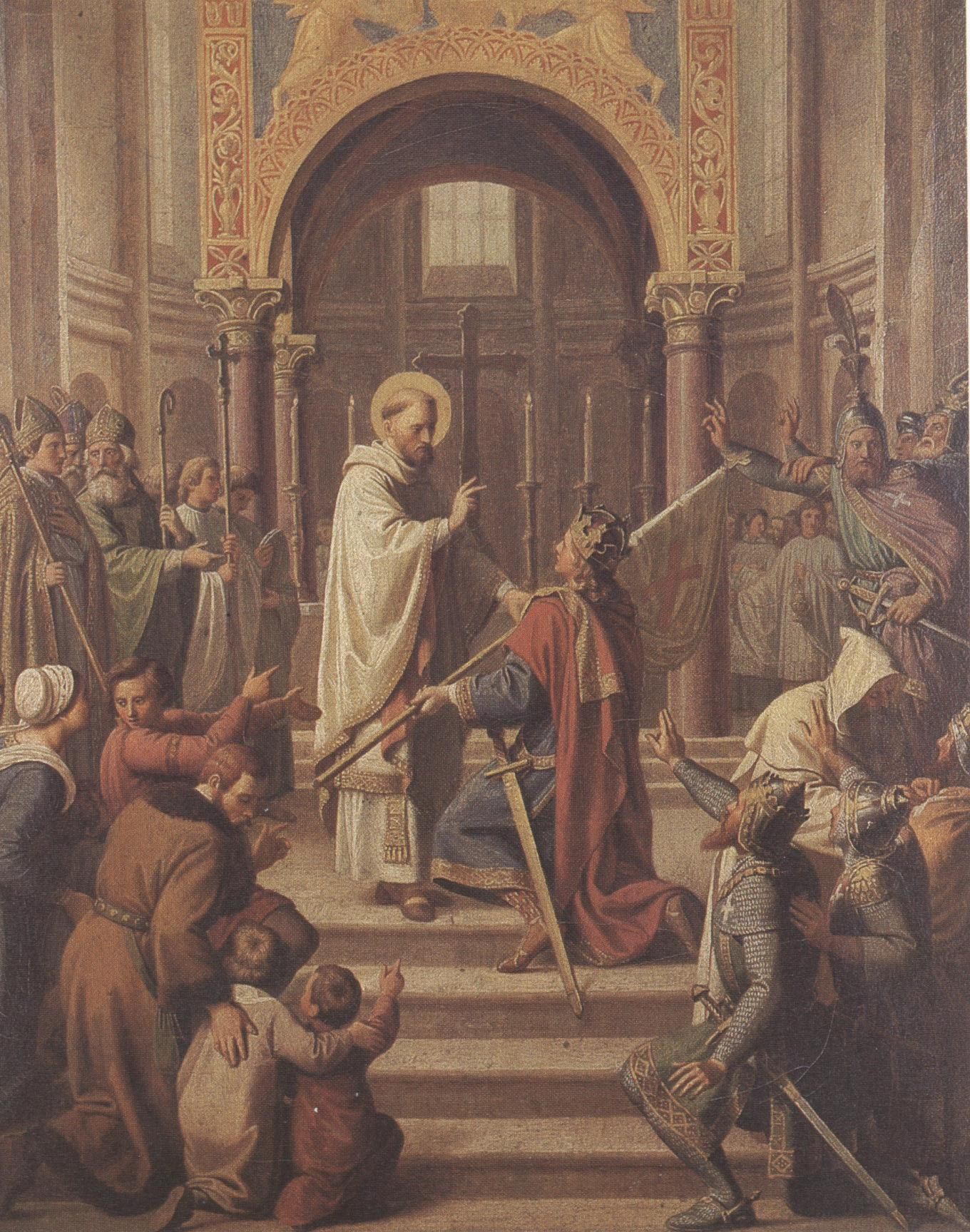
Schraudolph Fresko aus dem nördlichen Querschiff des Speyerer Doms: „St. Bernhard übergibt das Kreuzbanner an König Konrad III.“ Der kniende König hat die Gesichtszüge des Domkapitulars Molitor, der mit dem Künstler befreundet war und regen Anteil an der Ausmalung des Domes nahm.

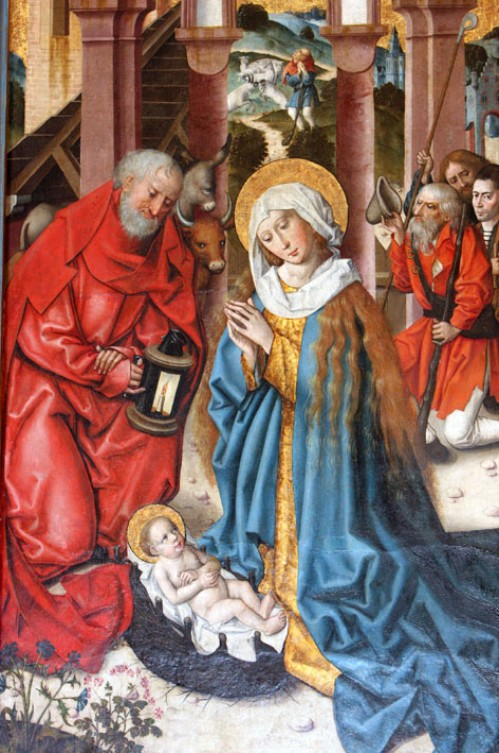
Geburt Christi, linker Flügel des von Wilhelm Molitor 1860 entdeckten Boßweiler Altars, aus dem Umkreis Martin Schongauers, ca. 1485; früher Dom, jetzt St. Ludwig, Speyer

Wilhelm Molitor (eigentlich Georg Wilhelm Molitor, Schriftstellerpseudonyme Benno Bronner und Ulrich Riesler) (* 24. August 1819 in Zweibrücken; † 11. Januar 1880 in Speyer) war ein Verwaltungsbeamter, Schriftsteller bzw. Dichter und Domkapitular in Speyer.

## Leben

### Jugendzeit und Beamtenlaufbahn
Wilhelm Molitor wurde geboren als Sohn des Appellationsgerichtsrates Joseph Alois Molitor und seiner Frau Aloysia geb. Mayer aus Mainz. Der spätere Oberlandesrichter, Komponist und Heimatkundler Ludwig Alois Molitor (1817–1890) war sein einziger Bruder.
Er ging in Zweibrücken zur Schule, absolvierte das Gymnasium mit der Note vorzüglich und studierte in München und Heidelberg Philosophie und Rechtswissenschaften. Er legte beide juristische Examina ab und trat als Beamter in den bayerischen Staatsdienst ein. Ab 1843 war er bei der Kreisregierung in Speyer tätig. 1846 wurde er Regierungssekretär. Von der revolutionären Regierung der Pfalz wurde er 1849 zur Eidesleistung oder zur Demission aufgefordert. Molitor nahm seinen Abschied und begab sich zu seinem Firmpaten Erzbischof (später Kardinal) Johannes von Geissel in Köln, der ihm zum Theologiestudium in Bonn riet. Drei Semester studierte der Pfälzer dort, danach wieder in München und Heidelberg. Anschließend trat er ins Priesterseminar Speyer ein und wurde am 31. Juli 1851 von Bischof Nikolaus von Weis zum Priester geweiht.

### Wirken als Geistlicher
Wilhelm Molitor amtierte zunächst als Kaplan in Schifferstadt. Noch 1851 berief man ihn als Domvikar (Bischofssekretär) und bischöflichen Hauskaplan nach Speyer. Schließlich avancierte er zum Geistlichen Rat und wurde am 11. November 1857 ins Speyerer Domkapitel gewählt. Molitor war die „rechte Hand“ von Bischof Weis und wohnte bis zu dessen Tod 1869 mit ihm zusammen im Bischofshaus. In der Bistumsverwaltung hatte der Domkapitular als Jurist vor allem kirchenrechtliche, aber auch kunstgeschichtliche Fragen zu bearbeiten. Er unterrichtete zudem Kunstgeschichte und geistliche Beredsamkeit am Priesterseminar. In seiner Funktion als bischöflicher Sekretär begleitete Molitor den Speyerer Oberhirten auf seinen Firm-, Visitations- und sonstigen Reisen. Er nahm auch an den Bischofskonferenzen teil und befreundete sich dabei u. a. mit Bischof Wilhelm Emmanuel von Ketteler von Mainz sowie mit dem Münchner Erzbischof und späteren Kurienkardinal Karl August von Reisach, der schließlich die Aufmerksamkeit Papst Pius’ IX. auf ihn lenkte. Dieser zeichnete ihn 1864 mit dem Doktortitel der Theologie aus und berief den Speyerer Domkapitular in den Jahren 1868 und 1869 zu Vorarbeiten für das Vatikanische Konzil nach Rom. An diesem nahm er bis zum vorzeitigen Abbruch infolge des Krieges 1870 teil. Außer in der Seelsorge betätigte sich Molitor nach seiner Rückkehr auch in der Betreuung des katholischen Gesellenvereins Speyer und gründete zudem eine kath. Lesegesellschaft, in der literarische Vorträge gehalten wurden. Seit Ostern 1879 bettlägerig, starb der Priester am 11. Januar 1880 in Speyer und wurde unter großer Feierlichkeit auf dem Domkapitelsfriedhof beigesetzt.

### Sonstiges Wirken
Ab 1875 wirkte Molitor zwei Jahre lang für den Bezirk Neustadt an der Saale als Abgeordneter im bayerischen Landtag, schied aber aus, da die Politik nicht sein Metier war. Für ihn rückte Andreas Weimer nach. Als Schriftsteller und Heimatdichter entfaltete er eine sehr fruchtbare Tätigkeit. Unter den Pseudonymen „Benno Bronner“ und „Ulrich Riesler“, zumeist jedoch unter seinem richtigen Namen verfasste er zahlreiche heimatgeschichtliche, kirchengeschichtliche, theologische und kunstgeschichtliche Werke sowie Dramen, Gedichte und Lieder. Anlässlich des 800-jährigen Speyerer Domweihe-Jubiläums 1861 dichtete Molitor das bekannte Marienlied O Königin voll Herrlichkeit, das in der Diözese sehr verbreitet ist, inzwischen fast den Charakter eines Volksliedes hat und in die Speyerer Ausgabe des katholischen Gesangbuches Gotteslob unter der Liednummer 891 aufgenommen wurde.
Molitor engagierte sich für die Ausmalung des Kaiserdomes mit historischen Fresken. Der ausführende Maler Johann Schraudolph verewigte Molitor auf einem Monumentalfresko des nördlichen Querschiffes (König Konrad III. (HRR) nimmt von St. Bernhard von Clairvaux das Kreuzbanner entgegen, 1960 abgenommen), auf dem König Konrad Molitors Gesichtszüge trägt.
Während einer Visitationsreise mit seinem Bischof entdeckte Wilhelm Molitor 1860 in der alten Kirche von Boßweiler hinter dem Hochaltar mehrere mittelalterliche bemalte Holztafeln, die als Abfall betrachtet wurden; er erkannte in ihnen Teile eines wertvollen Flügelaltars, der nach seiner Restaurierung unter dem Namen „Boßweiler Altar“ in die Kunstgeschichte eingegangen ist und heute als bedeutende Sehenswürdigkeit in Speyer gilt.
Bei der Beerdigung des 2006 seliggesprochenen Priesters Paul Josef Nardini im Jahre 1862 hielt Wilhelm Molitor die später im Druck erschienene Leichenrede.

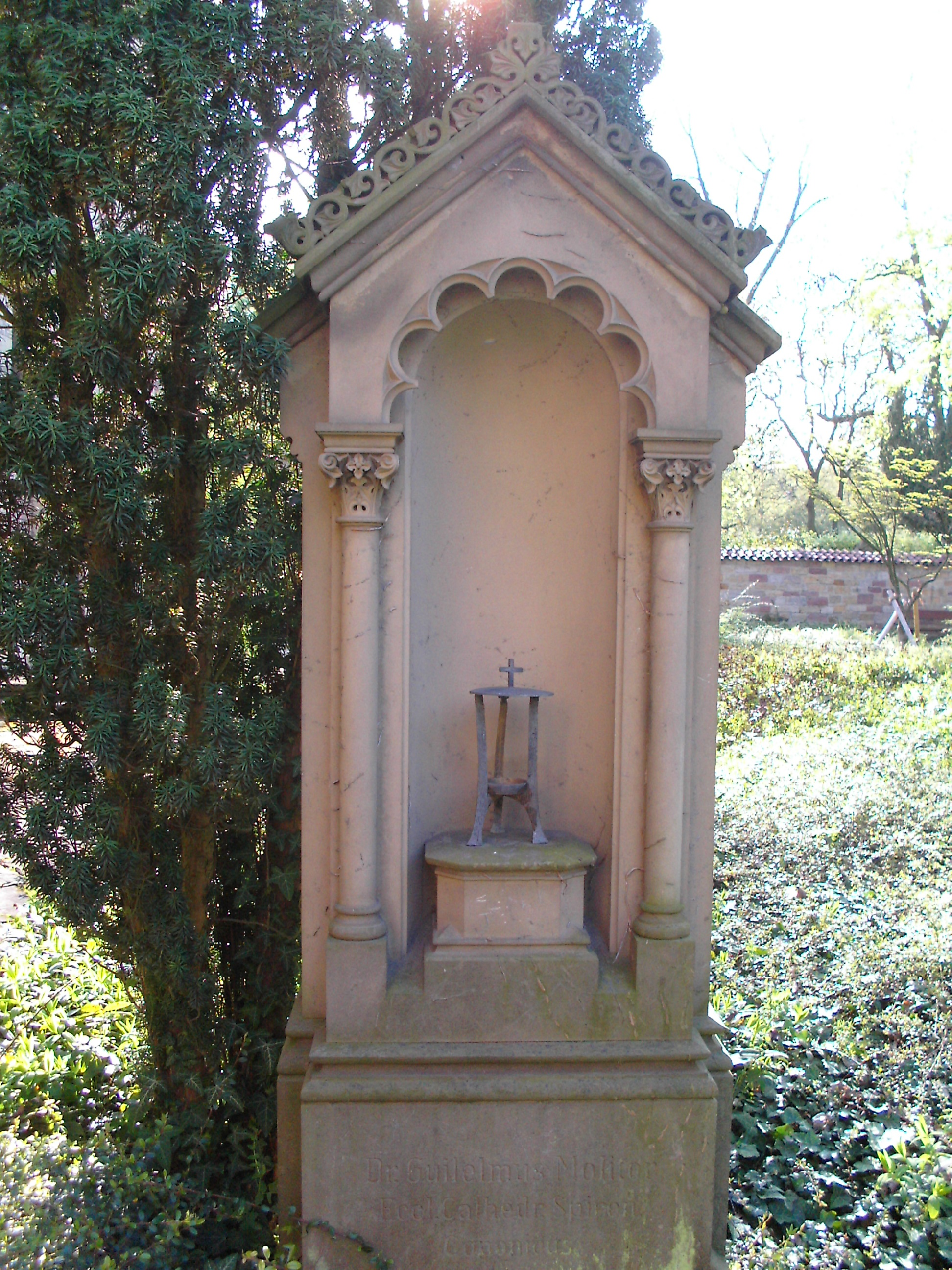
Wilhelm Molitors Grab auf dem Domkapitelsfriedhof Speyer (die ursprüngliche Figur ist verschollen)
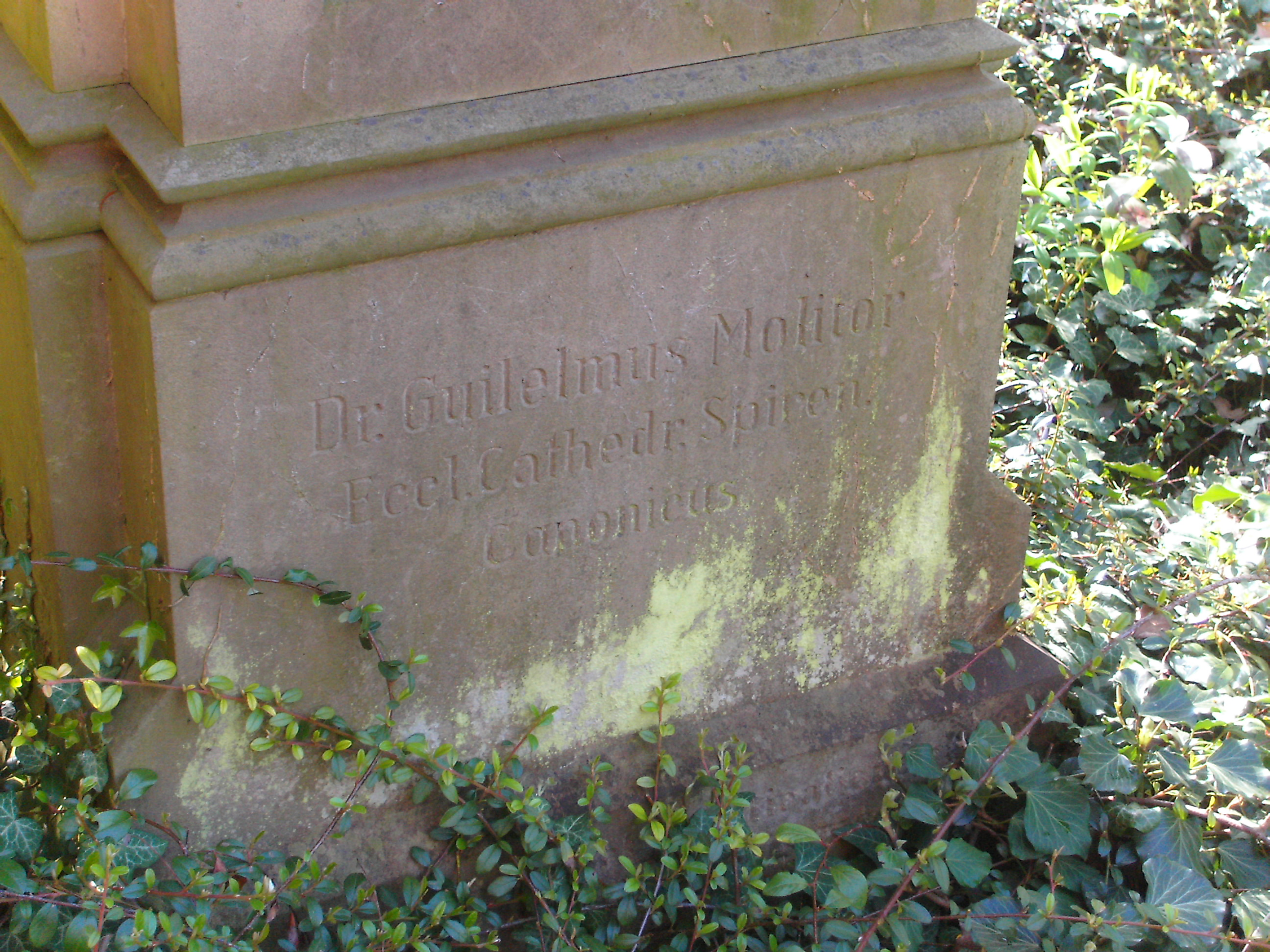
Grabinschrift

## Werke (Auswahl)
- (unter dem Pseudonym Ulrich Riesler:) Die schöne Zweibrückerin. Ein Bild aus der vaterländischen Vorzeit. Ritter, Zweibrücken 1844 (Digitalisat im MDZ)
- (unter dem Pseudonym Ulrich Riesler:) Kynast. Romantisches Spiel in fünf Aufzügen. Daniel Kranzbühler, 1844[4]
- (unter dem Pseudonym Ulrich Riesler:) Der Jungfernsprung. Dramatische Studie in fünf Aufzügen nach einer Volkssage aus den Vogesen. Blumenauer, Zweibrücken 1845 (Digitalisat bei Google Books)
- (anonym:) Domlieder. Lieder und Romanzen vom Kaiserdom zu Speyer. Wappler, Speyer 1846 (Digitalisat im MDZ)
  - 2. Ausgabe: Bregenzer, Speyer 1864 (Digitalisat bei Google Books)
- Oscar von Redwitz und seine Dichteraufgabe. Ein Wort zur Frage über die deutsche Poesie der Gegenwart. Kirchheim, Mainz 1853 (Digitalisat bei Google Books)
- Ueber kanonisches Gerichtsverfahren gegen Kleriker. Ein rechtsgeschichtlicher Versuch zur Lösung der praktischen Frage der Gegenwart. Kirchheim, Mainz 1856 (Digitalisat bei Google Books)
- Die Immunität des Domes zu Speyer. Eine rechtsgeschichtliche Monographie. Kirchheim, Mainz 1859 (Digitalisat im MDZ)
- Vorträge über geistliche Beredsamkeit. Nach Seraphin Gatti’s „Lezioni di eloquenza sacra“ bearbeitet. Kirchheim, Mainz 1860 (Digitalisat bei Google Books)
- Emmanuel. Ein dramatisches Festgedicht zur achten Säcularfeier der Speyerer Domweihe. Krantzbühler, Speyer 1861 (Digitalisat bei Google Books)
- Wahrheit, und nichts als Wahrheit! Zur Abwehr gegen die „Lichtstrahlen zur Beleuchtung der christlichen Kirche“.[5] Bregenzer, Speyer 1863 (Digitalisat des 2. Abdrucks bei Google Books)
- Maria Magdalena. Dramatisches Gedicht in fünf Acten. Kirchheim, Mainz 1863 (Digitalisat bei Google Books)
- Das alte Deutsche Handwerk. Dramatisches Gemälde aus der vaterländischen Vorzeit. Kirchheim, Mainz 1864 (Digitalisat bei Google Books)
- Trauerrede bei den feierlichen Exequien Sr. Majestät Königs Maximilian II. von Bayern im Kaiserdom zu Speyer am 16. März 1864. Bregenzer, Speyer 1864 (Digitalisat der 2. Auflage bei Google Books)
- Johannes Cardinal von Geissel, Erzbischof von Köln. Ein Lebensbild. In: Festgedicht auf die Grundsteinlegung zum Fortbau des Kölner Domes. Aus dem Nachlasse des hochseligen Herrn Erzbischofs von Köln Johannes Cardinal von Geissel. Nebst einem Lebensabriß und dem Bilde des Verewigten. Bachem, Köln 1865, S. 65–101 (Digitalisat in der Erzbischöflichen Diözesan- und Dombibliothek Köln)
- Die Freigelassene Nero’s. Ein dramatisches Gedicht. Kirchheim, Mainz 1865 (Digitalisat bei Google Books)
- Das Theater in seiner Bedeutung und in seiner gegenwärtigen Stellung. Hamacher, Frankfurt am Main 1866 (Digitalisat bei Google Books)
- Die Großmacht der Presse. Ein Wort für unsere Tage aus der mitteleuropäischen Staatengruppe. Pustet, Regensburg und New-York 1866 (Digitalisat bei Google Books), (Digitalisat)
- Julian, der Apostat. Ein dramatisches Gedicht. Kirchheim, Mainz 1866 (Digitalisat bei Google Books)
- Claudia Procula. Ein dramatisches Gedicht. Kirchheim, Mainz 1867 (Digitalisat bei Google Books)
- Die Organisation der katholischen Tagespresse. Kleeberger, Speyer 1867 (Digitalisat bei Google Books)
- Weihnachtstraum. Festspiel mit Musik und Gesang. Kirchheim, Mainz 1867 (Digitalisat bei der TU Braunschweig)
- Ueber Göthe’s Faust. Kirchheim, Mainz 1869 (Digitalisat bei Google Books)
- Rom. Ein Wegweiser durch die ewige Stadt und die römische Campagna. Pustet, Regensburg, New York und Cincinnati 1870 (Digitalisat bei Google Books)
- Das Gleichniss von den klugen und thörichten Jungfrauen. Sieben Fastenpredigten. Kirchheim, Mainz 1872
- Das Haus zu Nazareth. Ein Spiel für die heilige Weihnachtszeit, die Liebfrauen- und St. Josephsfeste. Kirchheim, Mainz 1872 (Digitalisat bei Google Books)
- (unter dem Pseudonym Benno Bronner:) Der Jesuit. Novelle aus der Gegenwart in photographischen Blättern. Pustet, Regensburg, New York und Cincinnati 1873 (Digitalisat bei Google Books)
- (unter dem Pseudonym Benno Bronner:) Herr von Syllabus. Criminal-Novelle aus dem neunzehnten Jahrhundert. Kirchheim, Mainz 1873 (Digitalisat bei Google Books)
- Bearbeitung des 4. Teils der 3. Auflage (S. 273–318) von: Franz Hülskamp: Piusbuch. Papst Pius IX. in seinem Leben und Wirken. Kirchheim, Mainz 1873 (Digitalisat bei Google Books)
- Cardinal Reisach. Wörl, Würzburg 1874 (= Deutschlands Episcopat in Lebensbildern, 2. Bd., 4. Heft, Ganze Sammlung 10. Heft; Digitalisat bei Google Books)
- Brennende Fragen. Kirchheim, Mainz 1874 (Digitalisat bei Google Books)
- Des Kaisers Günstling. Tragödie aus der Zeit der Märtyrer in fünf Akten. Heidelmann, Bonn 1874
- (unter dem Pseudonym Benno Bronner:) Memoiren eines Todtenkopfes (2 Bde.). Kirchheim, Mainz 1875[6]
- (unter dem Pseudonym Benno Bronner:) Der Gast im Kyffhäuser. Ein Märchen in zwölf Abenteuern. Russell, Münster 1876
- Die deutschen Improperien für die Andachten am heiligen Grabe. Kleeberger, Speyer 1876 (Digitalisat bei Google Books)
- Die Pläne der Ultramontanen. Woerl, Würzburg 1876 (Digitalisat bei Google Books)
- Der Caplan von Friedlingen. Eine didaktische Novelle. Kirchheim, Mainz 1877[7]
- Die Weisen des Morgenlandes. Ein Weihnachts- und Dreikönigsspiel. Russell, Münster 1877 (Digitalisat bei Google Books)
- Dramatische Spiele (Sanct Ursulas Rheinfahrt. Dramatische Legende in zwei Acten; Die Villa bei Amalfi. Lustspiel in einem Acte; Schön Gundel. Dramatisches Märchen in drei Abenteuern). Kirchheim, Mainz 1878 (Digitalisat bei Google Books)
- (unter dem Pseudonym Benno Bronner:) So geht’s, wenn man keine Villa hat. Humoreske. Benziger, Speyer 1879
- Die Blume von Sicilien. Dramatische Legende in 5 Acten. Kirchheim, Mainz 1880 (Datenblatt in der Deutschen Digitale Bibliothek)
- Predigten auf die Sonn- und Festtage des katholischen Kirchenjahres (2 Bde.), Kirchheim, Mainz 1880/81 (postum)
- Predigten für die heilige Fastenzeit, Kirchheim, Mainz 1882 (postum)
- Gedichte. Kirchheim, Mainz 1884 (postum; Digitalisat bei Google Books)